# Mazaugues
Mazaugues (okzitanisch Masaugas) ist eine französische Gemeinde mit 894 Einwohnern (Stand 1. Januar 2022) im Département Var in der Region Provence-Alpes-Côte d’Azur. Sie gehört zum Arrondissement Brignoles und zum Kanton Garéoult.

## Geographie
Durch Mazaugues fließt der Caramy, im westlichen Gemeindegebiet entspringt der Latay. Das Gemeindegebiet gehört zum Regionalen Naturpark Sainte-Baume. Nachbargemeinden sind Tourves im Norden, La Celle im Nordosten, La Roquebrussanne im Osten, Signes im Süden, Plan-d’Aups-Sainte-Baume und Nans-les-Pins im Westen sowie Rougiers im Nordwesten.

## Bevölkerungsentwicklung
| 1962 | 1968 | 1975 | 1982 | 1990 | 1999 | 2006 | 2011 |
| ---- | ---- | ---- | ---- | ---- | ---- | ---- | ---- |
| 338  | 365  | 331  | 359  | 461  | 511  | 673  | 838  |

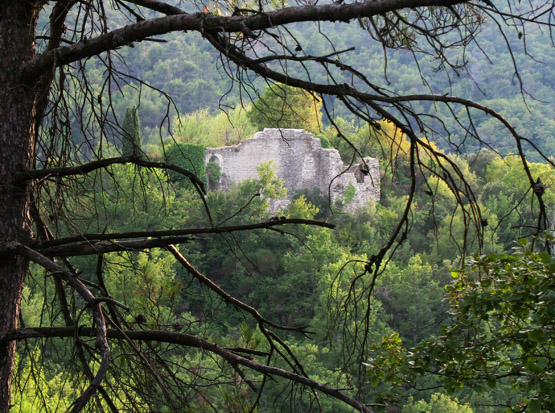
Schloss von Mazaugues
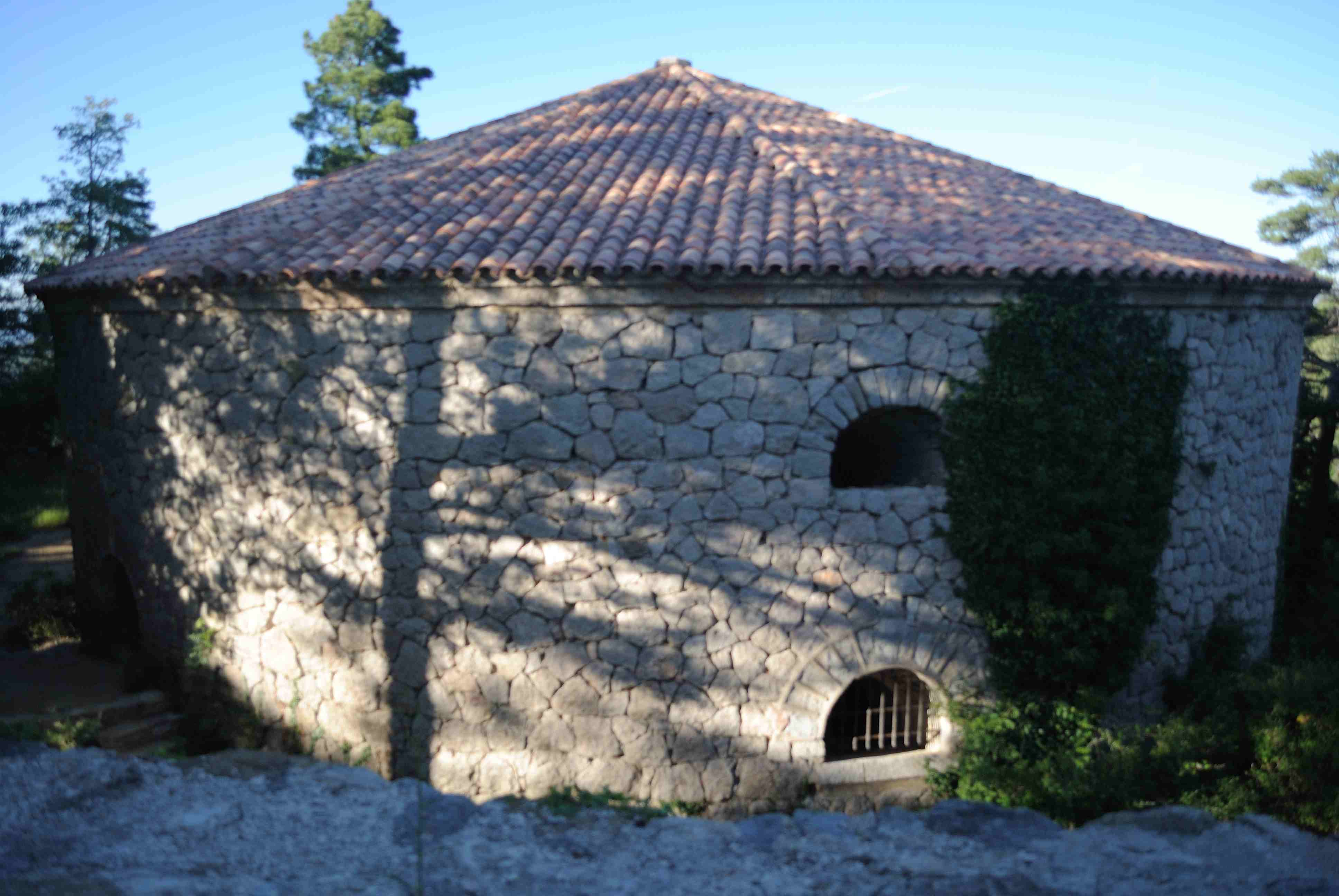
Eisspeicher Glacière de Gaudin, Monument historique